# 17031 Piethut
17031 Piethut è un asteroide della fascia principale. Scoperto nel 1999, presenta un'orbita caratterizzata da un semiasse maggiore pari a 2,3944375 UA e da un'eccentricità di 0,1174748, inclinata di 7,89837° rispetto all'eclittica.